# Belleville (Arkansas)
Belleville é uma cidade localizada no estado americano de Arkansas, no Condado de Yell.

## Demografia
Segundo o censo americano de 2000, a sua população era de 371 habitantes. 
Em 2006, foi estimada uma população de 379, um aumento de 8 (2.2%).

## Geografia
De acordo com o United States Census Bureau tem uma área de 
4,8 km², dos quais 4,8 km² cobertos por terra e 0,0 km² cobertos por água.

## Localidades na vizinhança
O diagrama seguinte representa as localidades num raio de 24 km ao redor de Belleville. 